# Al Rostamani Maze Tower
Al Rostamani Maze Tower, noto anche come Maze Tower o Latifa Tower, è un grattacielo situato lungo la Sheikh Zayed Road a Dubai, negli Emirati Arabi Uniti.
L'edificio esteticamente si caratterizza per una forma a labirinto, da cui deriva il nome. L'edificio è stato completato nel 2011 e ha 25 piani; esso ospita uffici, un piano giardino, 24 piani residenziali e tetto con piscina.